# Tímpano
La membrana timpánica o tímpano es una membrana elástica, semitransparente (color gris claro o blanco perla brillante) y de forma cónica que comunica el canal auditivo externo con el oído medio, aunque esta sella la cavidad del oído medio. 

Una perforación subtotal de la membrana timpánica derecha como resultado de una otitis media grave previa

El tímpano es muy fino, tiene aproximadamente 3 mm de espesor, cubierta por piel delgada en su cara externa y por mucosa del oído medio en su cara interna. Posee una depresión (concavidad hacia el canal auditivo externo) dada por el proceso lateral del hueso martillo que se inserta en la membrana timpánica.
Esta se mueve como consecuencia de las vibraciones del aire que llega a través del canal auditivo externo. Los movimientos de la membrana timpánica se transmiten al oído medio por medio del movimiento de los huesos del oído medio, lo cual transforma las variaciones de presión en movimiento mecánico.

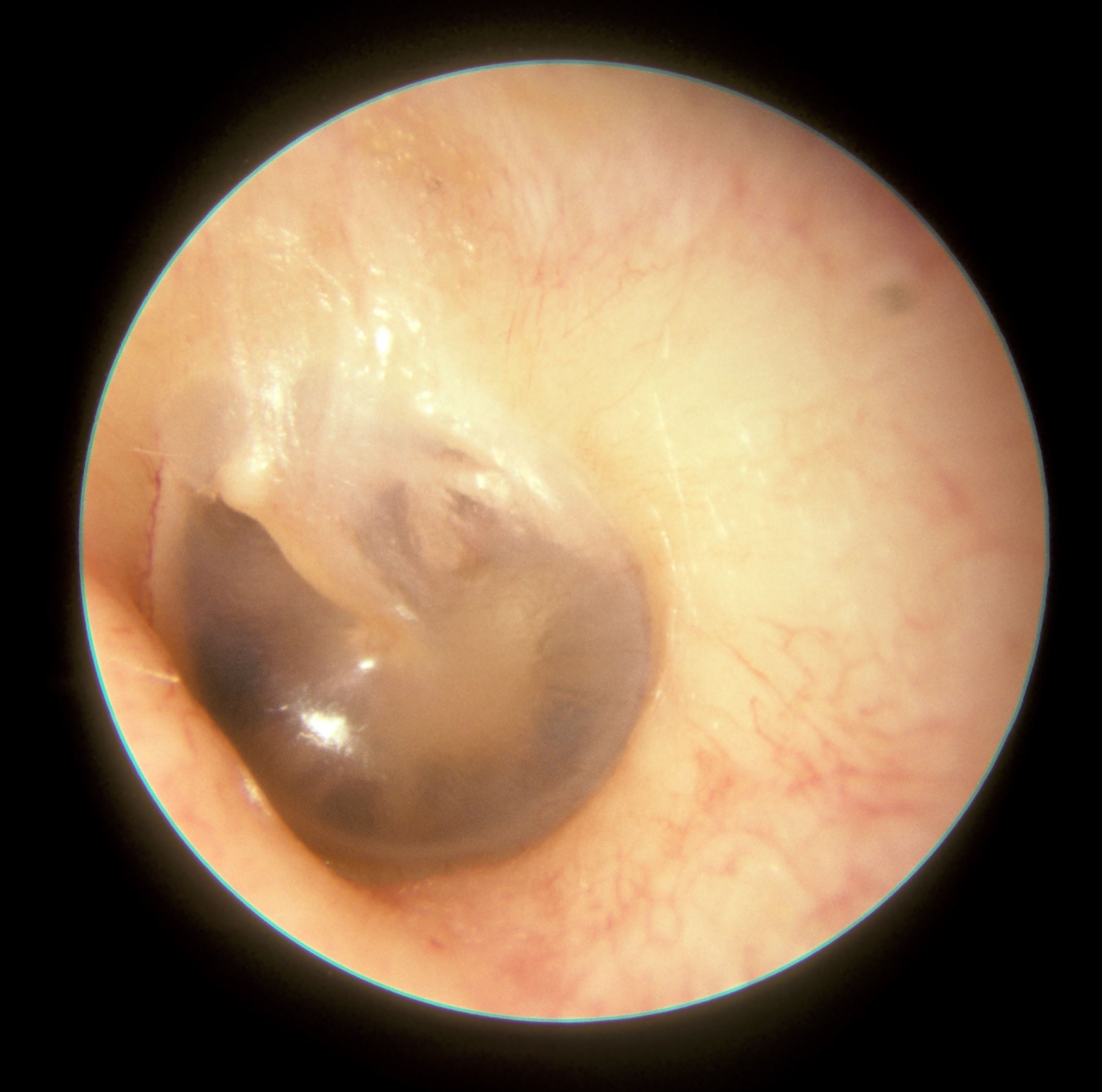
Membrana del tímpano en estado sano.

## Relaciones
La membrana timpánica se relaciona superiormente con la fosa craneal media, posteriormente con los huesecillos del oído y el nervio facial, y anteriormente con la articulación temporomandibular y la fosa infratemporal.

## Relevancia clínica

### Ruptura
Ruptura involuntaria de la membrana del tímpano se ha descrito en lesiones por explosión en caso de conflicto, también se describe en el deporte y la recreación, como la natación, el buceo por una mala entrada en el agua y en las artes marciales. En la literatura publicada, el 80 % y el 95 % se han recuperado completamente sin intervención en dos a cuatro semanas.
Estas lesiones, incluso en un entorno recreativo o deportivo, son lesiones por explosión o incluso por el ruido de los disparos de un arma de fuego muy cerca del oído. Muchos experimentarán cierta pérdida de audición y zumbidos en el oído (tinnitus) de corta duración, pero pueden estar seguros de que esto, con toda probabilidad, pasará. Muy pocos experimentarán desequilibrio temporal (vértigo). Puede haber un poco de sangrado proveniente del canal auditivo si el tímpano se ha roto. Naturalmente, las garantías anteriores se vuelven más vigiladas cuando la intensidad de la lesión aumenta, como en situaciones militares o de combate.

## Sociedad y cultura

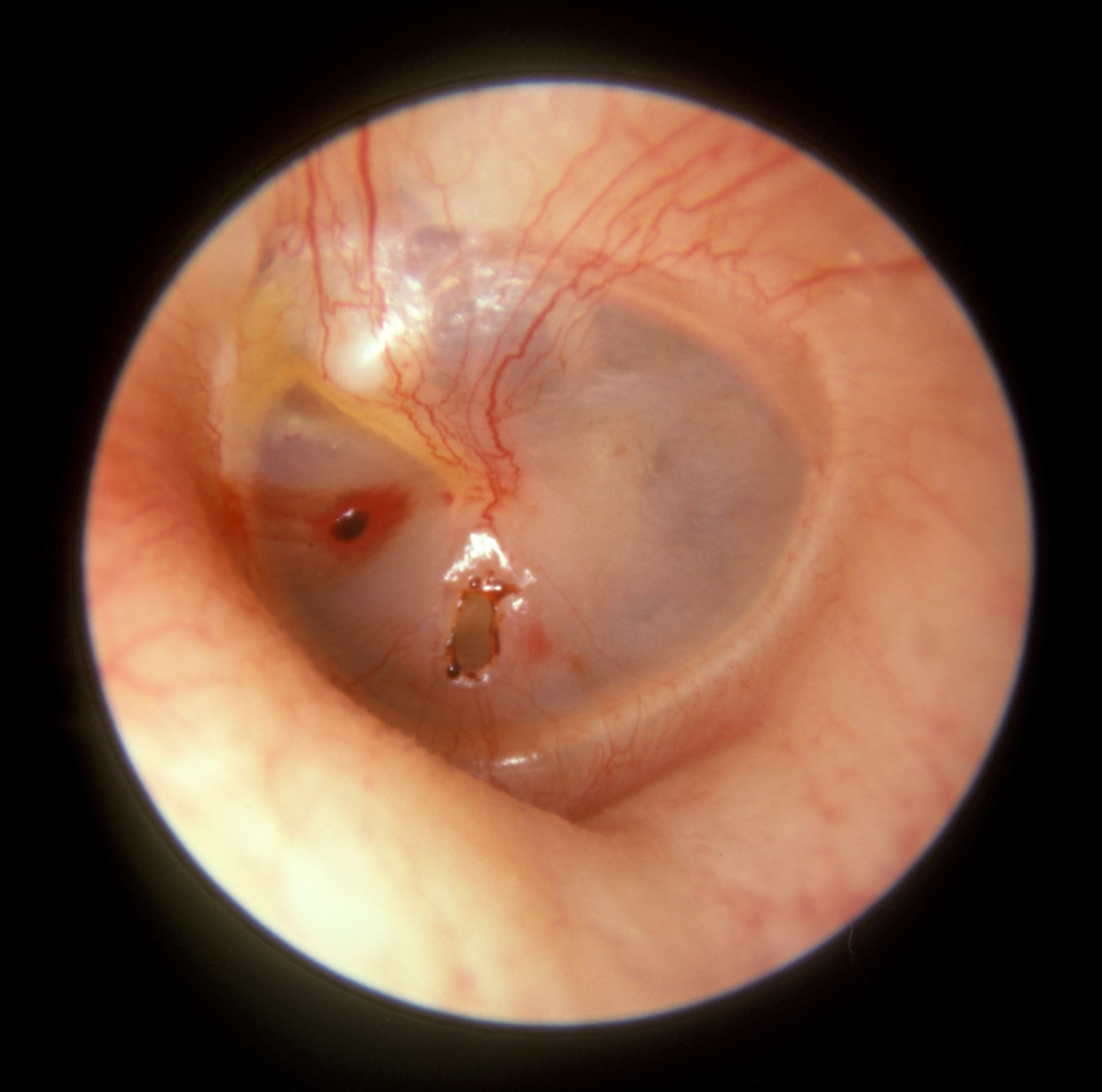
La perforación ovalada en esta membrana timpánica izquierda fue el resultado de una bofetada en la oreja

Los bajau gente del Pacífico se rompen intencionadamente los tímpanos a una edad temprana con el fin de facilitar el buceo y la caza en el mar. Por ello, muchos bajau mayores tienen dificultades de audición.